# Onychorhynchus swainsoni
El mosquero real atlántico (Onychorhynchus swainsoni) es una especie de ave paseriforme de la familia Onychorhynchidae —aunque situado en Tityridae o en Oxyruncidae dependiendo de la clasificación adoptada—. Es endémico del litoral sureste de Brasil

## Distribución y hábitat
Se encuentra en el sur de Bahía (apenas registros históricos) y desde el sureste de Minas Gerais y Río de Janeiro, hacia el sur por el este de São Paulo, este de Paraná, hasta el noreste de Santa Catarina.
Esta especie es considerada rara y local en su hábitat natural: el sotobosque de selvas húmedas de la Mata atlántica, hasta altitudes de 900 m.

## Estado de conservación
El mosquero real atlántico ha sido calificado como vulnerable por la Unión Internacional para la Conservación de la Naturaleza (IUCN) debido a que su población, estimada entre 600 y 1700 individuos maduros, se encuentra en rápida decadencia como resultado de la continua pérdida de hábitat, y a pesar de que ha sido recientemente registrada en varias nuevas localidades.

## Sistemática

### Descripción original
La especie O. swainsoni fue descrita por primera vez por el ornitólogo austríaco August von Pelzeln en 1858 bajo el nombre científico Muscivora swainsoni; la localidad tipo dada fue: «isla de Juan Fernández», error que fue posteriormente restringido para «Río de Janeiro».

### Etimología
El nombre genérico masculino «Onychorhynchus» se compone de las palabras del griego «ονυξ onux, ονυχος onukhos» que significa ‘garra’, y «ῥυγχος rhunkhos» que significa ‘pico’; y el nombre de la especie swainsoni, conmemora al ornitólogo e ilustrador británico William Swainson (1789–1855).

## Taxonomía
Tradicionalmente fue tratada por diversos autores y clasificaciones como una subespecie de Onychorhynchus coronatus, o como especie separada por otros como Ridgely & Tudor (2009) y clasificaciones como el Congreso Ornitológico Internacional (IOC) y Aves del Mundo (HBW) y Birdlife International  (BLI), principalmente con base en diferencias morfológicas y de vocalización. Los amplios estudios genéticos de Harvey et al. (2020) confirmaron la profunda divergencia entre ambas especies. La separación fue también adoptada por Clements checklist/eBird en el año 2023. Es monotípica.